# Nickelodeon Kids' Choice Awards México
Los Nickelodeon Kids' Choice Awards México son la edición mexicana de los Nickelodeon Kids' Choice Awards realizados en los Estados Unidos y la primera premiación de Nickelodeon de habla hispana. Al igual que los premios estadounidenses, los KCA México son realizados por Nickelodeon.

## Historia

### Mis Premios Nick (2003)
Mis Premios Nick fueron los primeros premios que realizó Nickelodeon en Latinoamérica y los únicos que no llevaban el nombre de Kids' Choice, pero fueron parte de dicha premiación. Se realizaron el 15 de mayo de 2003 en Six Flags México, fue conducido por los actores Arath de la Torre, Wendy Gonzalez y el comediante Yordi Rosado. 
Sin embargo, después de esta primera edición, nunca más se volvió a realizar en México sino hasta 2010, que decidieron lanzar una nueva versión de los premios llevando por primera vez el nombre de Kids' Choice Awards México.

### Kids' Choice Awards México
Kids' Choice Awards México 2010
Nickelodeon anunció en 2010 que la entrega de los premios Kids' Choice Awards se celebrarían por primera vez en México D.F. el sábado 4 de septiembre de 2010 en el Teatro Chino de Six Flags México bajo el nombre de Kids' Choice Awards México 2010. Esta ceremonia estuvo bajo la conducción de la cantante Anahí (quien ganó dos premios) y el comediante, presentador y también cantante Omar Chaparro.
Kids' Choice Awards México 2011
Nickelodeon anunció que la entrega de premios Kids' Choice Awards México 2011 se celebraría por segundo año consecutivo en México D.F. el sábado 3 de septiembre, en el Teatro Chino de Six Flags México. La ceremonia estuvo bajo la conducción de los cantantes Danna y Brian Amadeus en donde se presentó por primero vez el grupo pop juvenil Eme 15 interpretando su tema «Wonderland» de la serie Miss XV.
Kids' Choice Awards México 2012
Para 2012 Nickelodeon anunció que los Kids' Choice Awards México 2012 lanzarían 8 categorías de prenominados y 16 categorías de nominados. Cada categoría contaba de cuatro nominados, incluyendo programas de televisión, música, deportes y demás secciones. El anfitrión de este evento fue el actor Jaime Camil.
Esta edición no se llevó a cabo en el Teatro Chino de Six Flag's México, sino en el Pepsi Center WTC de la Ciudad de México, D.F.. Los ganadores de la entrega fue la serie Miss XV y el grupo Eme 15.
Kids' Choice Awards México 2013
Los Kids' Choice Awards México 2013 se llevaron a cabo en el Pepsi Center WTC de la Ciudad de México y fueron confirmados por Jaime Camil en los KCA México 2012 al final del show. El 10 de junio de 2013 se dio a conocer el primer promocional de la premiación a través de Nickelodeon, únicamente anunciando que serían "muy pronto". El 17 de junio de 2013 comenzó la votación de los prenominados. El 8 de julio comenzó la votación final de los nominados de cada categoría, además, por primera vez en estos premios se incluyó a Colombia en dos categorías especiales, "Mejor artista musical" y "Personaje del año". El 16 de agosto se dio a conocer que Jaime Camil regresaría como anfitrión de la entrega y contaría con las actuaciones musicales de la boy band Big Time Rush.
Kids' Choice Awards México 2014
La edición de los Kids' Choice Awards México 2014 se realizó nuevamente en el Pepsi Center WTC de la Ciudad de México el 20 de septiembre de 2014. La primera fase de votación de los nominados inició el 15 de julio de 2014, y la segunda fase de votación final, con los nominados oficiales, inició desde el 12 de agosto de 2014. El 25 de septiembre de 2014 se transmitió en Nickelodeon a partir de las siete y media de la noche. Del 26 de septiembre de 2014 al 28 de septiembre de 2014 se realizó la repetición del mismo en dicho canal. Los anfitriones de estos premios fueron el cantante y presentador de televisión Roger Gónzalez y la cantautora mexicana Paty Cantú.
Kids' Choice Awards México 2015
La edición de los Kids' Choice Awards México 2015 se llevó a cabo por primera vez en el Auditorio Nacional el 15 de agosto de 2015. Se emitieron por Nickelodeon el 20 de agosto de 2015 y posteriormente en el Canal 5 de Televisa. En esta ocasión los anfitriones fueron el joven influencer y artista Mario Bautista y la actriz y cantante Maite Perroni, además de contar con las presentaciones musicales de CD9, Heffron Drive, Urband5 y otros artistas.
Kids' Choice Awards México 2016
La edición de los Kids' Choice Awards México 2016 se llevó a cabo el 20 de agosto de 2016 en el Auditorio Nacional, y fue conducido por el youtuber Sebastián Villalobos y la presentadora de televisión Galilea Montijo, teniendo invitados musicales como el colombiano Sebastián Yatra, la mexicana Dulce María, el dúo estadounidense Ha*Ash y los grupos Urband5 y CD9.
Kids' Choice Awards México 2017
La edición de los Kids' Choice Awards México 2017 se llevó a cabo el día 19 de agosto de 2017 a las 20:00 horas. Mario Bautista repitió como presentador acompañado esta vez por una estrella de Youtube, Caeli, y contó con las presentaciones musicales de Río Roma, la banda estadounidense Fifth Harmony y CNCO, entre otros invitados.
Los premios fueron transmitidos el martes 22 de agosto a las 8:00 de la tarde por Nickelodeon y el viernes 25 de agosto por Canal 5 de Televisa a las 6:30 de la tarde.
Kids' Choice Awards México 2018
La edición de los Kids' Choice Awards México 2018 se llevó a cabo el sábado 18 de agosto a las 12 a. m. en el Auditorio Nacional y fue transmitido el 21 de agosto. Contó con la participación de Los Polinesios como conductores. Incluía el dúo estadounidense Ha*Ash, el cantante de origen dominicano Prince Royce, el puertorriqueño Luis Fonsi y CD9 como presentaciones de la ceremonia.
Kids' Choice Awards México 2019
La edición de los Kids' Choice Awards México 2019 se llevó a cabo el sábado 17 de agosto a las 12 a. m. en el Auditorio Nacional y fue transmito el 20 de agosto. Contó con la participación de La Bala y Jaime Camil como conductores. Incluían Daddy Yankee y Pedro Capó con Camilo y MYA como presentaciones de la ceremonia.
Kids' Choice Awards México 2020
La edición de los Kids' Choice Awards México 2020  se llevó a cabo el 3 de noviembre de 2020 en formato digital, conducidos por el cantante colombiano Camilo y la actriz y cantante venezolana Evaluna Montaner. Como coconductora estuvieron desde México los hermanos Bryan y Eddy Skabeche. Los premios fueron producidos en los estudios de México y Colombia, además con participación del equipo establecido en Buenos Aires, Argentina, se transmitieron por Nickelodeon de Latinoamérica, Facebook Live y Youtube.
Kids' Choice Awards México 2021
La edición de los Kids' Choice Awards México 2021  se llevó a cabo el 7 de septiembre de 2021 a través de Nickelodeon. Al igual que el año anterior los premios se realizaron virtualmente y fueron conducidos por las personalidades de internet Bryan SKabeche, Eddy SKabeche y Fede Vigevani. La ceremonia, además de ser transmitida por el canal, contó con la transmisión en vivo por Youtube y Facebook.
Kids' Choice Awards México 2022
La edición de los Kids' Choice Awards México 2022  se llevó a cabo el 30 de agosto de 2022 a través de Nickelodeon. por primera vez a lo largo de 2 años se va hacer presencial y fueron conducidos por las personalidades Alex Hoyer, Danna y Luis de la Rosa. La ceremonia, además de ser transmitida por el canal, contó con la transmisión en vivo por Youtube y Facebook en Pluto TV.
Kids' Choice Awards México 2023
La edición de los Kids' Choice Awards México 2023 se llevó a cabo el sábado 26 de agosto en el Auditorio Nacional y fue transmito el 29 de agosto. Contó con la participación de Juanpa Zurita y Macarena Achaga como conductores. Incluían a The Kidz Bop Kids, Picus, Daniela Calle, 
Aitana (cantante), Mario Bautista y Alex Hoyer como presentaciones de la ceremonia.
Kids' Choice Awards México 2024
La edición de los Kids' Choice Awards México 2024 se llevó a cabo el 16 de noviembre en el Auditorio Nacional de la Ciudad de México y la transmisión en TV el 19 de noviembre. Contó con la participación de Michael Ronda y Angela Aguilar como conductores del evento y a Ángela Aguilar, Felipe Botello, Lasso (cantante), Sofía Reyes y Yami Safdie como presentaciones musicales de la ceremonia  
Kids' Choice Awards México 2025
El 7 de febrero de 2025, Paramount Global (dueña de Nickelodeon) anunció mediante un memo interno la suspensión indefinida de los Kids' Choice Awards México debido a sus graves problemas financieros, dando fin a 22 años de entregas de premios. 

## Ediciones
| Año  | Fecha            | Conductor(es)                                     | Recinto                                     | Ciudad           |
| ---- | ---------------- | ------------------------------------------------- | ------------------------------------------- | ---------------- |
| 2003 | 15 de mayo       | Arath de la Torre, Yordi Rosado y Wendy González  | Teatro Chino de Six Flags México            | Ciudad de México |
| 2010 | 4 de septiembre  | Anahí y Omar Chaparro                             | Teatro Chino de Six Flags México            | Ciudad de México |
| 2011 | 3 de septiembre  | Danna Paola y Brian Amadeus                       | Teatro Chino de Six Flags México            | Ciudad de México |
| 2012 | 18 de septiembre | Jaime Camil                                       | Pepsi Center del WTC de la Ciudad de México | Ciudad de México |
| 2013 | 31 de agosto     | Jaime Camil                                       | Pepsi Center del WTC de la Ciudad de México | Ciudad de México |
| 2014 | 20 de septiembre | Paty Cantú y Roger González                       | Pepsi Center del WTC de la Ciudad de México | Ciudad de México |
| 2015 | 15 de agosto     | Maite Perroni y Mario Bautista                    | Auditorio Nacional                          | Ciudad de México |
| 2016 | 20 de agosto     | Galilea Montijo y Sebastián Villalobos            | Auditorio Nacional                          | Ciudad de México |
| 2017 | 19 de agosto     | Caelike y Mario Bautista                          | Auditorio Nacional                          | Ciudad de México |
| 2018 | 18 de agosto     | Los Polinesios: Leslie, Karen y Rafa              | Auditorio Nacional                          | Ciudad de México |
| 2019 | 17 de agosto     | Isabella "La Bala" y Jaime Camil                  | Auditorio Nacional                          | Ciudad de México |
| 2020 | 3 de noviembre   | Camilo y Evaluna Montaner                         | Show Virtual                                | Ciudad de México |
| 2021 | 7 de septiembre  | Bryan SKabeche, Eddy SKabeche y Federico Vigevani | Show Virtual                                | Ciudad de México |
| 2022 | 30 de agosto     | Alex Hoyer, Danna Paola y Luis de la Rosa         | Auditorio Nacional                          | Ciudad de México |
| 2023 | 29 de agosto     | Juanpa Zurita y Macarena Achaga                   | Auditorio Nacional                          | Ciudad de México |
| 2024 | 16 de noviembre  | Ángela Aguilar y Michael Ronda                    | Auditorio Nacional                          | Ciudad de México |

## Categorías
Esta tabla muestra las categorías de cada edición de los Kids Choice Awards México y nuevas categorías.
| 2010s                                                | 2010s | 2010s | 2010s | 2010s | 2010s | 2010s | 2010s | 2010s | 2010s | 2010s | 2020s | 2020s | 2020s | 2020s |
|                                                      | 2010  | 2011  | 2012  | 2013  | 2014  | 2015  | 2016  | 2017  | 2018  | 2019  | 2020  | 2021  | 2022  | 2023  |
| ---------------------------------------------------- | ----- | ----- | ----- | ----- | ----- | ----- | ----- | ----- | ----- | ----- | ----- | ----- | ----- | ----- |
| Personaje Masculino Favorito                         | Sí    | Sí    | No    | No    | No    | No    | No    | No    | No    | No    | No    | No    | No    | No    |
| Personaje Femenino Favorito                          | Sí    | Sí    | No    | No    | No    | No    | No    | No    | No    | No    | No    | No    | No    | No    |
| Personaje Masculino Internacional Favorito           | Sí    | No    | No    | No    | No    | No    | No    | No    | No    | No    | No    | No    | No    | No    |
| Personaje Femenino Internacional Favorito            | Sí    | No    | No    | No    | No    | No    | No    | No    | No    | No    | No    | No    | No    | No    |
| Actor Favorito                                       | No    | No    | Sí    | Sí    | Sí    | Sí    | Sí    | Sí    | Sí    | Sí    | Sí    | Sí    | Sí    | Sí    |
| Actriz Favorita                                      | No    | No    | Sí    | Sí    | Sí    | Sí    | Sí    | Sí    | Sí    | Sí    | Sí    | Sí    | Sí    | Sí    |
| Actor de Reparto Favorito                            | No    | No    | Sí    | Sí    | No    | No    | No    | No    | No    | No    | No    | No    | No    | No    |
| Actriz de Reparto Favorita                           | No    | No    | Sí    | Sí    | No    | No    | No    | No    | No    | No    | No    | No    | No    | No    |
| Villano Favorito                                     | Sí    | Sí    | Sí    | Sí    | Sí    | Sí    | Sí    | No    | Sí    | Sí    | No    | No    | No    | No    |
| Animación Favorita                                   | Sí    | Sí    | Sí    | Sí    | Sí    | Sí    | Sí    | Sí    | Sí    | Sí    | Sí    | Sí    | No    | No    |
| Programa Favorito                                    | Sí    | Sí    | Sí    | Sí    | Sí    | Sí    | Sí    | Sí    | Sí    | Sí    | Sí    | Sí    | Sí    | No    |
| Programa Internacional Favorito                      | No    | Sí    | Sí    | Sí    | Sí    | Sí    | Sí    | Sí    | Sí    | Sí    | No    | No    | No    | No    |
| Nick Show Favorito                                   | No    | No    | No    | No    | No    | No    | No    | No    | No    | No    | Sí    | Sí    | Sí    | Sí    |
| Solista o Grupo Favorito                             | Sí    | No    | No    | No    | No    | No    | No    | No    | No    | No    | No    | No    | No    | No    |
| Canción Favorita                                     | Sí    | Sí    | Sí    | Sí    | Sí    | Sí    | Sí    | Sí    | Sí    | Sí    | No    | No    | No    | No    |
| Hit Latino                                           | No    | No    | No    | No    | No    | No    | No    | No    | No    | No    | Sí    | Sí    | No    | No    |
| Hit Mundial                                          | No    | No    | No    | No    | No    | No    | No    | No    | No    | No    | Sí    | Sí    | No    | No    |
| Película Favorita                                    | Sí    | Sí    | Sí    | Sí    | Sí    | Sí    | Sí    | Sí    | Sí    | Sí    | Sí    | No    | No    | No    |
| Videojuego Favorito                                  | Sí    | Sí    | No    | No    | No    | No    | No    | No    | No    | No    | No    | No    | No    | No    |
| Atleta Favorito                                      | Sí    | No    | Sí    | Sí    | Sí    | Sí    | Sí    | Sí    | Sí    | No    | No    | No    | No    | No    |
| Fashion Icon                                         | Sí    | No    | No    | No    | Sí    | Sí    | No    | No    | No    | No    | Sí    | Sí    | No    | No    |
| Grupo o Dúo Latino Favorito                          | No    | Sí    | Sí    | Sí    | No    | No    | No    | No    | Sí    | No    | No    | No    | No    | No    |
| Solista Latino Favorito                              | No    | Sí    | Sí    | Sí    | No    | No    | No    | No    | No    | No    | No    | No    | No    | No    |
| Artista Latino                                       | No    | No    | No    | No    | No    | No    | No    | No    | No    | No    | Sí    | Sí    | Sí    | Sí    |
| Tuitero Favorito                                     | No    | No    | No    | Sí    | No    | No    | No    | No    | No    | No    | No    | No    | No    | No    |
| Conductor Favorito                                   | No    | Sí    | No    | No    | No    | No    | No    | No    | No    | No    | No    | No    | No    | No    |
| Frase Favorita                                       | No    | Sí    | No    | No    | No    | No    | No    | No    | No    | No    | No    | No    | No    | No    |
| Actor de Doblaje Favorito                            | No    | No    | Sí    | Sí    | No    | No    | No    | No    | No    | No    | No    | No    | No    | No    |
| Reality Favorito                                     | No    | No    | Sí    | No    | No    | No    | No    | No    | No    | No    | Sí    | No    | No    | No    |
| Obra de Teatro Favorita                              | No    | No    | No    | No    | Sí    | No    | No    | No    | No    | No    | No    | No    | No    | No    |
| Fandom Favorito                                      | No    | No    | No    | No    | Sí    | No    | No    | Sí    | Sí    | Sí    | Sí    | Sí    | No    | No    |
| Programa de Radio Favorito                           | No    | No    | No    | No    | Sí    | Sí    | Sí    | Sí    | No    | No    | No    | No    | No    | No    |
| Artista Mexicano (Artista o Grupo Nacional Favorito) | No    | No    | No    | No    | Sí    | Sí    | Sí    | Sí    | Sí    | Sí    | Sí    | No    | No    | No    |
| Artista o Grupo Internacional Favorito               | No    | Sí    | Sí    | Sí    | Sí    | Sí    | Sí    | Sí    | Sí    | Sí    | No    | No    | No    | No    |
| Premio Ayuda a tu Mundo                              | No    | No    | No    | No    | Sí    | No    | No    | No    | No    | No    | No    | No    | No    | No    |
| Selfie Favorita                                      | No    | No    | No    | No    | Sí    | No    | No    | No    | No    | No    | No    | No    | No    | No    |
| Favorito en las Redes Sociales                       | No    | No    | No    | No    | Sí    | Sí    | No    | No    | No    | No    | No    | No    | No    | No    |
| Revelación Favorita                                  | No    | No    | No    | No    | No    | Sí    | No    | No    | No    | No    | No    | No    | No    | No    |
| Guapa Favorita                                       | No    | No    | No    | No    | No    | Sí    | No    | No    | No    | No    | No    | No    | No    | No    |
| Guapo Favorito                                       | No    | No    | No    | No    | No    | Sí    | No    | No    | No    | No    | No    | No    | No    | No    |
| Nuev@ Idol (Revelación Digital)                      | No    | No    | No    | No    | No    | No    | Sí    | Sí    | Sí    | Sí    | Sí    | Sí    | No    | No    |
| Mascota Favorita                                     | No    | No    | No    | No    | No    | Sí    | No    | No    | No    | No    | No    | Sí    | No    | No    |
| Chico Trendy                                         | No    | No    | No    | No    | No    | No    | Sí    | Sí    | No    | Sí    | No    | No    | No    | No    |
| Chica Trendy                                         | No    | No    | No    | No    | No    | No    | Sí    | Sí    | No    | Sí    | No    | No    | No    | No    |
| Youtuber Favorito/a                                  | No    | No    | No    | No    | No    | No    | Sí    | No    | No    | No    | Sí    | Sí    | No    | No    |
| Viral del Año                                        | No    | No    | No    | No    | No    | No    | Sí    | No    | No    | No    | No    | Sí    | No    | No    |
| Youtuber Favorito                                    | No    | No    | No    | No    | No    | No    | No    | Sí    | No    | No    | No    | No    | No    | No    |
| Youtuber Favorita                                    | No    | No    | No    | No    | No    | No    | No    | Sí    | No    | No    | No    | No    | No    | No    |
| Instagrammer Favorito                                | No    | No    | No    | No    | No    | No    | No    | Sí    | Sí    | Sí    | No    | No    | No    | No    |
| Gamer Favorito                                       | No    | No    | No    | No    | No    | No    | No    | Sí    | Sí    | Sí    | Sí    | Sí    | No    | No    |
| Tiktoker Favorito                                    | No    | No    | No    | No    | No    | No    | No    | Sí    | No    | No    | Sí    | Sí    | No    | No    |
| Colaboración Favorita                                | No    | No    | No    | No    | No    | No    | No    | Sí    | Sí    | No    | No    | No    | No    | No    |
| 20 Años Nick en Latinoamérica                        | No    | No    | No    | No    | No    | No    | No    | Sí    | No    | No    | No    | No    | No    | No    |
| Youtuber Cómico/a Favorito/a                         | No    | No    | No    | No    | No    | No    | No    | No    | Sí    | Sí    | No    | No    | No    | No    |
| Youtuber Musical Favorito/a                          | No    | No    | No    | No    | No    | No    | No    | No    | Sí    | Sí    | No    | No    | No    | No    |
| Ship Favorito                                        | No    | No    | No    | No    | No    | No    | No    | No    | Sí    | Sí    | Sí    | Sí    | No    | No    |
| Chico/a Trendy Favorito/a                            | No    | No    | No    | No    | No    | No    | No    | No    | Sí    | No    | No    | No    | No    | No    |
| Inspiración Favorita                                 | No    | No    | No    | No    | No    | No    | No    | No    | Sí    | Sí    | Sí    | Sí    | No    | No    |
| Creador Favorito                                     | No    | No    | No    | No    | No    | No    | No    | No    | No    | No    | Sí    | Sí    | No    | No    |
| Challenge del Año                                    | No    | No    | No    | No    | No    | No    | No    | No    | No    | No    | Sí    | No    | No    | No    |
| Live del Año                                         | No    | No    | No    | No    | No    | No    | No    | No    | No    | No    | Sí    | No    | No    | No    |
| Squad Favorito                                       | No    | No    | No    | No    | No    | No    | No    | No    | No    | No    | No    | Sí    | No    | No    |
| Nuev@ Artista                                        | No    | No    | No    | No    | No    | No    | No    | No    | No    | No    | No    | Sí    | No    | No    |
| Bomba K-Pop                                          | No    | No    | No    | No    | No    | No    | No    | No    | No    | No    | No    | Sí    | No    | No    |
| Premio Agentes de Cambio                             | No    | No    | No    | No    | No    | No    | Sí    | No    | No    | No    | No    | No    | No    | No    |
| Premio Pro-Social                                    | Sí    | Sí    | Sí    | Sí    | Sí    | No    | Sí    | No    | Sí    | Sí    | No    | Sí    | No    | No    |
| Premio Leyenda                                       | Sí    | Sí    | No    | Sí    | Sí    | No    | Sí    | No    | Sí    | No    | No    | No    | No    | No    |
| Premio Promesa                                       | Sí    | No    | No    | No    | No    | No    | No    | No    | No    | No    | No    | No    | No    | No    |
| ACTIVISTA FAV                                        | No    | No    | No    | No    | No    | No    | No    | No    | No    | No    | No    | No    | Sí    | No    |
| CELEBRIDAD CHILENA                                   | No    | No    | No    | No    | No    | No    | No    | No    | No    | No    | No    | No    | Sí    | Sí    |
| ARTISTA ARGENTIN@                                    | No    | No    | No    | No    | No    | No    | No    | No    | No    | No    | No    | No    | Sí    | Sí    |
| CELEBRITY CRUSH                                      | No    | No    | No    | No    | No    | No    | No    | No    | No    | No    | No    | No    | Sí    | Sí    |
| SHIP DEL AÑO                                         | No    | No    | No    | No    | No    | No    | No    | No    | No    | No    | No    | Sí    | Sí    | No    |
| MASTER FANDOM                                        | No    | No    | No    | No    | No    | No    | No    | No    | No    | No    | No    | Sí    | Sí    | Sí    |
| REVELACIÓN FASHION                                   | No    | No    | No    | No    | No    | No    | No    | No    | No    | No    | No    | No    | Sí    | No    |
| GAMER MÁS COOL                                       | No    | No    | No    | No    | No    | No    | No    | No    | No    | No    | No    | No    | Sí    | Sí    |
| CREADOR MÁS DIVERTIDO                                | No    | No    | No    | No    | No    | No    | No    | No    | No    | No    | No    | No    | Sí    | Sí    |
| DIY MASTER                                           | No    | No    | No    | No    | No    | No    | No    | No    | No    | No    | No    | No    | Sí    | No    |
| CREADOR DE AVENTURAS Y VIAJES                        | No    | No    | No    | No    | No    | No    | No    | No    | No    | No    | No    | No    | Sí    | No    |
| CHALLENGER DEL AÑO                                   | No    | No    | No    | No    | No    | No    | No    | No    | No    | No    | No    | No    | Sí    | No    |
| ARTISTA GLOBAL FAVORITO                              | No    | No    | No    | No    | No    | No    | No    | No    | No    | No    | No    | No    | Sí    | Sí    |
| GRUPO K POP FAVORITO                                 | No    | No    | No    | No    | No    | No    | No    | No    | No    | No    | No    | No    | Sí    | Sí    |
| HIT DEL AÑO INTERNACIONAL                            | No    | No    | No    | No    | No    | No    | No    | No    | No    | No    | No    | No    | Sí    | No    |
| CANCIÓN VIRAL                                        | No    | No    | No    | No    | No    | No    | No    | No    | No    | No    | No    | No    | Sí    | Sí    |
| DE CREADOR A ARTISTA                                 | No    | No    | No    | No    | No    | No    | No    | No    | No    | No    | No    | No    | Sí    | No    |